# Episodi di Naruto: Shippuden (quindicesima stagione)
La Grande guerra ninja: aggressori dall'aldilà (忍界大戦・彼方からの攻撃者?, Ninkai taisen: kanata kara no kogekisha) costituisce la quindicesima stagione della serie televisiva anime Naruto: Shippuden ed è composta dagli episodi che vanno dal 296 al 320. La regia è di Hayato Date ed è prodotta da TV Tokyo e Pierrot. Gli episodi, anche se ispirati al manga di Masashi Kishimoto Naruto, non sono adattati direttamente da esso, ma costituiscono una saga originale; fanno eccezione solo gli episodi dal 296 al 302. La trama è incentrata sulla quarta grande guerra ninja e sullo scontro tra le forze dell'alleanza ninja e le anime degli shinobi defunti resuscitate da Kabuto.
La quindicesima stagione è stata trasmessa in Giappone dal 17 gennaio al 4 luglio 2013 su TV Tokyo. In Italia è andata in onda su Italia 2 dal 21 marzo al 24 aprile 2017.
La stagione adotta due sigle di apertura: Moshimo di Daisuke (episodi 296-306) e Niwaka ame ni mo makezu dei Nico Touches the Walls (episodi 307-320), e tre sigle di chiusura: Sayonara memory dei Seven Oops (episodi 296-306), I Can Hear dei Dish (episodi 307-319) e Embrace Your Dreams ~Crissroads of the Beginning~ di Rake (episodi 320).

## Lista episodi
| Nº  | Titolo italiano Giapponese 「Kanji」 - Rōmaji | In onda          | In onda        |
| Nº  | Titolo italiano Giapponese 「Kanji」 - Rōmaji | Giapponese       | Italiano       |
| 296 | Naruto entra in guerra 「ナルト, 参戦!!」 - Naruto, sansen!! | 17 gennaio 2013  | 21 marzo 2017  |
| 296 | Shikaku comunica alle due forze portanti i poteri dello Zetsu Bianco, ma Naruto, grazie al chakra della Volpe, riesce a distinguere senza difficoltà i ninja dell'alleanza dai cloni del membro di Alba, avendo raggiunto, secondo Tobi, lo stesso livello di percezione del chakra di Mito. Naruto sconfigge facilmente un gruppo di Zetsu mentre i quattro Kage resuscitati dall'Edo Tensei di Kabuto si scontrano con la Quarta divisione di Gaara e di Onoki: la battaglia comincia proprio con lo scontro tra la sabbia dell'ex-forza portante e la sabbia dorata del Quarto Kazekage. |                  |                |
| 297 | Le speranze di un padre, l'amore di una madre 「父の想い, 母の愛」 - Chichi no omoi, haha no ai | 24 gennaio 2013  | 22 marzo 2017  |
| 297 | Gaara afferma di avere capito quali fossero le intenzioni di suo padre: nel flashback seguente viene ripercorsa l'infanzia dell'ex-forza portante, dalla sua nascita, all'uccisione di Yashamaru per proteggersi dal suo attentato, fino all'esplodere della rabbia e alla trasformazione nello Shukaku per le sconcertanti rivelazioni di quest'ultimo. Successivamente, il comandante della Quarta divisione riesce a intrappolare nella sua sabbia i quattro resuscitati e a confrontarsi col padre: questi, profondamente dispiaciuto di essersi interessato solo a rendere Gaara un'arma con cui difendere il Villaggio della Sabbia, gli rivela che la sabbia che lo protegge è una benedizione della madre, che lo amava dal profondo, e di avere incaricato lui Yashamaru di attentare alla sua vita e di mentirgli riguardo a sua madre. Gaara, scoppiato in un liberatorio pianto, riesce a sigillare suo padre mentre questi si dichiara contento del fatto che egli sia riuscito a diventare Kazekage e a farsi degli amici affidandogli la protezione del Villaggio della Sabbia. |                  |                |
| 298 | Contatto! Naruto contro Itachi 「ついに接触！！ナルトVSイタチ」 - Tsuini sesshoku! Naruto Tai Itachi | 31 gennaio 2013  | 23 marzo 2017  |
| 298 | Naruto e Killer Bee incontrano Itachi e Nagato. Kabuto utilizza il suo controllo sugli ex-membri di Alba per cominciare lo scontro. Itachi, fra un colpo e l'altro, chiede di Sasuke a Naruto scoprendo che i suoi più grandi timori sono diventati realtà: Sasuke collabora con Akatsuki e minaccia di vendicarsi sulla foglia per il dolore patito da Itachi. Tuttavia, nel bel mezzo della battaglia, Itachi estrae dalla bocca di Naruto il corvo che gli aveva affidato tempo addietro. L'animale porta, nell'occhio sinistro, lo Sharingan ipnotico di Shisui, grazie al quale Itachi riesce a utilizzare una delle più potenti tecniche illusorie del Clan Uchiha: Koto Amatsukami. Grazie a questa tecnica, che consiste nel colpire il nemico tramite un genjutsu talmente potente da modificare la volontà del bersaglio senza che questi se ne accorga, Itachi riesce a liberarsi del controllo di Kabuto e a colpire Nagato con l'Amaterasu utilizzando proprio questa tecnica su se stesso, sebbene il ninja affermi che aveva progettato di utilizzare questa tecnica in modo da costringere Sasuke, una volta incontratosi con Naruto, a difendere il Villaggio della Foglia. L'occhio di Shisui infatti, nascosto dentro Naruto, una volta entrato in contatto con gli occhi di Itachi trapiantati su Sasuke avrebbe dovuto attivare il Koto Amatsukami. Tuttavia, Itachi non prevedendo l'Edo Tensei di Kabuto in precedenza, per liberarsi ha dovuto usare il jutsu di Shisui su se stesso, rammaricandosene. Kabuto si accorge che Itachi si è liberato dalla sua influenza, e complimentandosi con l'abile shinobi, decide che, oltre ad ottenere l'hachibi ed il kyuubi, prenderà anche l'occhio si Shisui avendo cosi la certezza di poter ricattare Tobi. Nagato riesce successivamente a riprendersi poiché Kabuto prende pieno controllo del suo corpo e, cogliendo alla sprovvista le due forze portanti, comincia ad assorbire il loro chakra. |                  |                |
| 299 | Coloro che sono accettati 「認められし者」 - Mitomerareshi mono | 7 febbraio 2013  | 24 marzo 2017  |
| 299 | Nagato, sotto il completo controllo di Kabuto, evoca il Ningendo per strappare l'anima di Naruto e Killer Bee, sopraggiunto per aiutare il ninja della Foglia; Itachi, utilizzando il Susano'o, libera le due forze portanti, ma Nagato ricorre al Chibaku Tensei per catturarli. Itachi suggerisce di utilizzare le tecniche a lungo raggio più forti di cui dispongono per distruggere il nucleo della tecnica di Nagato, utilizzando la forte attrazione del nucleo a loro vantaggio: lui ricorre allo Yasaka no Magatama, Bee alla Teriosfera e Naruto al Rasen-shuriken. Nascosto dalla polvere sollevata dall'esplosione, Itachi riesce a trafiggere e sigillare Nagato tramite la Spada Totsuka del suo Susano'o; l'ex leader di Alba, con le sue ultime parole, chiede a Naruto di portare a termine ciò che lui non è stato degno di concludere e di dare un degno finale alla "trilogia" di Jiraya, per poi venire sigillato. Itachi decide di dirigersi a fermare l'Edo Tensei di Kabuto, e affida alle due forze portanti Madara: alle proteste di Naruto, Itachi gli ricorda che anche se è diventato più forte non deve perdere di vista il valore del lavoro con gli altri e che non è possibile fare tutto da solo, esattamente come aveva fatto lui in precedenza con Sasuke, fallendo. Itachi, convinto ormai che Naruto possa salvare Sasuke distruggere il corvo con l'occhio di Shusui dicendo che per almeno dieci anni l'occhio di Shsui non potrà usare il Koto Amatsukami, ma che, per battere Sasuke a Naruto basta la sua anima, molto simile a detta di Itachi, a quella di Shisui. |                  |                |
| 300 | Il Mizukage, la conchiglia gigante e il miraggio 「水影と蜃と蜃気楼」 - Mizukage to ōhamaguri to shinkirō | 14 febbraio 2013 | 27 marzo 2017  |
| 300 | Il Secondo Mizukage e il Terzo Raikage si liberano della sabbia di Gaara e attaccano la sua divisione mentre il Secondo e il Terzo Tsuchikage si combattono tramite le tecniche dell'Arte della Polvere. I due Kage, lanciatisi contro la divisione, spiegano ai ninja dell'alleanza i loro poteri, e cercano di dare loro dei consigli su come fermarli: il Mizukage spiega che tramite la conchiglia che ha evocato riesce a creare potenti genjutsu mentre il Raikage consiglia di utilizzare terra e vento per fermare la sua Armatura di Fulmine. Il Mizukage tenta di coordinare gli uomini della divisione contro di lui, ma i miraggi creati dalla conchiglia generano non pochi problemi; Gaara si unisce a Onoki contro il Secondo Tsuchikage, che si è reso invisibile, e, nel frattempo, giunge a dar loro man forte Naruto: grazie all'aiuto di Gaara, la forza portante riesce a colpire lo Tsuchikage con il Rasengan Planetario, Onoki lo immobilizza e infine il Kazekage lo sigilla. I tre, dopo che Shikaku si è messo in contatto telepatico con loro e ha spiegato il motivo della presenza di Naruto, si dividono: questi si dirige contro il Raikage mentre gli altri due contro il Mizukage. Gaara riesce a scovare, grazie alla sua sabbia, la conchiglia del Mizukage, e Onoki riesce a distruggerla, sebbene non abbia più abbastanza chakra per l'Arte della Polvere. Il Mizukage, tuttavia, che non ha più il controllo del suo corpo, approfittando dei dolori alla schiena dello Tsuchikage, lo colpisce con la tecnica della pistola acquatica del Clan Hozuki. |                  |                |
| 301 | Paradosso 「矛盾」 - Mujun | 21 febbraio 2013 | 28 marzo 2017  |
| 301 | Nonostante l'utilizzo delle tecniche di tipo vento, la squadra di Temari non riesce a mettere in difficoltà il Terzo Raikage. Kabuto priva l'ex-capo villaggio della sua volontà proprio mentre Naruto raggiunge il terreno dello scontro: grazie alla sua strabiliante velocità, la forza portante riesce a colpire il Raikage col Rasenshuriken, ma questi si riprende senza eccessivi problemi, per poi lanciarsi contro la squadra con la sua tecnica più letale, la Lancia infernale delle Quattro Dita. Naruto nota la cicatrice a forma di saetta sul petto del Raikage: Dodoi, il ninja della Nuvola che ha coordinato gli attacchi sino a quel momento, rivela che se l'era procurata in uno scontro uno contro uno con l'Ottocode; Naruto decide allora di tentare la Teriosfera, ma fallisce. Dopo essersi fatto raccontare telepaticamente lo scontro con il Raikage dal cercotero di Bee, il ninja della Foglia intuisce che la ferita sul petto del Raikage sia in realtà autoinflitta (il Raikage stesso tenne sempre tutti all'oscuro della vera causa della cicatrice definendolo l'episodio più imbarazzante della sua vita) e, sfruttando la velocità dell'Arte Eremitica, riesce a spostare con un Rasengan l'attacco del Raikage contro se stesso; il redivivo si trafigge proprio in corrispondenza della vecchia ferita e viene così sigillato. Nel frattempo, Gaara e Onoki sono ancora in difficoltà contro il Secondo Mizukage, che colpisce lo Tsuchikage con la pistola acquatica del Clan Hozuki. |                  |                |
| 302 | Terrore: vapore insidioso 「恐怖・蒸危暴威」 - Kyōfu - Jōki Bōi | 28 febbraio 2013 | 29 marzo 2017  |
| 302 | Il Secondo Mizukage ha colpito, in realtà, un clone di sabbia dello Tsuchikage, sostituitosi al capo villaggio dopo che questi aveva colpito la vongola gigante. Grazie alla melma emessa dal suo corpo, il Mizukage riesce a liberarsi dalla sabbia di Gaara, anche da quella dorata; l'ex-leader del Villaggio della Nebbia allora ricorre alla tecnica dell'esplosione infinita, Jokey Boy, col quale crea un clone di acqua e olio che, sfruttando i cambiamenti della temperatura, riesce a esplodere più volte. Dopo un lungo scontro, Gaara riesce, tramite un clone di sabbia, a inserire all'interno di Jokey Boy la polvere d'oro del padre, così da renderlo uno statua d'oro e impedirgli ulteriori movimenti. Il Secondo Tsuchikage si riprende dall'attacco di Naruto: il maestro di Onoki, infatti, immediatamente dopo essere stato colpito dal Rasengan Planetario, si era diviso in due esseri, e soltanto uno di essi è stato sigillato. Gaara, raggiunto da un clone di Naruto, riesce infine a sigillare il Mizukage. |                  |                |
| 303 | Fantasmi del passato 「過去の亡霊」 - Kako no bōrei | 7 marzo 2013     | 30 marzo 2017  |
| 303 | Kabuto Yakushi evoca con la Tecnica della Resurrezione il quartetto del suono ossia Jirobo, Kidomaru, Sakon/Ukon e Tayuya. Questi erano stati precedentemente sconfitti da Choji, Neji, Kiba grazie all'aiuto di Kankuro e Shikamaru e con l'aiuto di Temari. I redivivi si presentano più forti e con un segno maledetto molto più potente rispetto a quello che possedevano durante la vita. Nonostante ciò, i rispettivi ninja di Konoha che li avevano sconfitti, lo fanno nuovamente ma apparentemente, perché il quartetto essendo stato rievocato, è immortale. In combinazione usano la tecnica del ritorno dal mondo sotterraneo e portano i quattro ninja di Konoha in un'altra dimensione. |                  |                |
| 304 | Tecnica di trasferimento nel mondo sotterraneo 「黄泉転身の術」 - Yomi tenshin no jutsu | 14 marzo 2013    | 31 marzo 2017  |
| 304 | Dopo l'attivazione della tecnica del Ritorno dal Mondo Sotterraneo le anime di Shikamaru, Choji, Neji e Kiba vengono private del loro corpo per essere trasportate e intrappolate in una gigantesca barriera a forma d'occhio. Vedendo i corpi esanimi dei loro compagni, Ino e Shino cercano rischiando la propria vita di rianimare rispettivamente Shikamaru e Choji per Ino e Kiba (con Akamaru) e Neji per Shino, scoprendo però che il loro flusso di chakra si è fermato nonostante siano ancora vivi, quindi in poco tempo moriranno. Intanto il Quartetto del Suono raggiunge i ninja di Konoha con i quali cominciano a combattere, e nonostante vengano battuti dai ninja della Foglia, i quattro del Suono non subiscono danni poiché, come spiegato da Kabuto, nella barriera i Quattro ninja resuscitati sono immortali. |                  |                |
| 305 | Spirito vendicativo 「復讐者」 - Fukushūsha | 21 marzo 2013    | 3 aprile 2017  |
| 305 | Jirobo, Kidomaru, Sakon/Ukon e Tayuya acquisiscono un potere dal segno maledetto maggiore rispetto al precedente e grazie a questo riescono subito a mettere fuori gioco i rispettivi ninja che li avevano uccisi: Choji, Neji, Kiba e Shikamaru. Nonostante fossero in punto di morire, Shikamaru, comincia sempre più frequentemente a provocarli, cosicché loro potessero emanare ancora più ira e nel frattempo Naruto grazie al suo potere appreso dal controllo del chakra della volpe di percepire la malvagità, potesse individuarli. Infatti, dopo aver salvato le anime dei ninja di Konoha, Naruto si insidia nella barriera e sconfigge con un solo Rasengan i redivivi ninja del Suono. |                  |                |
| 306 | L'occhio del cuore 「心の目」 - Kokoro no me | 28 marzo 2013    | 4 aprile 2017  |
| 306 | L'episodio parte da un flashback di Hinata nel corso della quarta guerra ninja. Gli incessanti allenamenti a cui si sottopone Hinata con suo fratello Neji fanno sì che Hinata sforzi troppo la sua vista relegandola a letto. Naruto, Sakura e Neji vanno in missione per recuperare una speciale medicazione per far sì che la ragazza riprenda la vista per i fuochi d'artificio dell'elezione del Quinto Hokage. |                  |                |
| 307 | Sparire nel chiarore della luna 「月光に消ゆ」 - Gekkō ni kiyu | 4 aprile 2013    | 5 aprile 2017  |
| 307 | L'episodio mostra Yugao Uzuki, ex Anbu e ninja sensitivo del Villaggio della Foglia, che presta aiuto alla tenda medica, sigillando i ninja con capacità speciali all'interno di un rotolo. Kabuto, dopo aver riportato in vita alcuni ninja con la Edo Tensei, tra cui Hayate Gekko, ordina loro di attaccare l'accampamento medico per rubare il rotolo, riuscendo nell'intento. Nonostante la difficoltà e la tristezza di rivedere il vecchio fidanzato, Yugao, accompagnata da Sakura e altri due ninja, parte all'inseguimento del trio. |                  |                |
| 308 | Notte di luna crescente 「三日月の夜」 - Mikazuki no yoru | 11 aprile 2013   | 6 aprile 2017  |
| 308 | Yugao spiega che dopo la morte di Hayate, suo partner di scherma, ha perso totalmente la volontà e la capacità di usare la katana: l'arma gli porta alla mente i ricordi del ragazzo, ucciso nel prodromo dell'assalto al Villaggio della Foglia da parte del Suono e della Sabbia. Giurando vendetta, Yugao ha difeso il villaggio dall'assalto dei suoi nemici, lasciando l'Ansatsu Butai subito dopo, incapace di maneggiare la spada, suo elemento distintivo. Nonostante l'Arte dell'Invisibilità e l'amore nei confronti del compagno, Yugao ferisce mortalmente Hayate che verrà definitivamente sigillato dalla squadra della Sabbia. |                  |                |
| 309 | Missione di grado A: la competizione 「A級任務・御膳試合」 - Ē-ranku ninmu: gozen jiai | 18 aprile 2013   | 7 aprile 2017  |
| 309 | Durante la sua corsa alla ricerca degli Zetsu infiltrati nei ranghi dell'esercito ninja, Naruto si imbatte in un samurai rianimato di nome Tatewaki, incontrato durante una missione svolta prima della sua partenza insieme a Jiraiya. Un lord feudale, intenzionato a stringere alleanza con la Nazione del Fuoco, richiese l'intervento dei Ninja della Foglia per rapire il figlio Shu, tenuto in "ostaggio" da un'altra nazione, per cui Tatewaki lavorava come guardia del corpo del lord, per il mantenimento di un'alleanza. Naruto, insieme a Ino e Choji vennero inviati sotto il comando di Shikamaru a compiere il rapimento. Mentre Choji partecipa a una gara mangereccia, con l'obiettivo di arrivare secondo, Ino usa la sua tecnica per prendere il controllo del giovane Lord e farlo incontrare con Naruto e Shikamaru. Quindi Naruto assume le sembianze del giovane, mentre Shikamaru gli spiega la situazione. |                  |                |
| 310 | La caduta del castello 「落城」 - Rakujō | 25 aprile 2013   | 10 aprile 2017 |
| 310 | Mentre Shikamaru, Ino e Choji fanno fuggire Shu dal castello, nascosto all'interno dell'enorme scatola che conteneva il secondo premio della gara, vinto da Choji, Naruto rimane al castello. Il giorno seguente, però, Naruto viene smascherato da Tatewaki durante un allenamento di scherma. Naruto riesce a fuggire, ma viene nuovamente raggiunto da Tatewaki che, però, scoperte le intenzioni del ninja, decide di lasciarlo andare per permettere a Shu di ritornare nella sua terra natia. Durante il dialogo, la nazione viene attaccata da Deidara e Sasori, con l'intento di conquistarla su commissione di un cliente di Alba. Tatewaki affida a Naruto sia Shu che Chiyo, la figlia del lord feudale della nazione, e si dirige al castello, dove troverà la morte per mano di Sasori. Al tempo della guerra mondiale dei ninja, Tatewaki chiede a Naruto notizie su Shu e Chiyo e confermata la loro buona salute la sua anima abbandona in pace il mondo dei vivi. |                  |                |
| 311 | I veri amici 「PROLOGUE OF ROAD TO NINJA」 - Purorōgu obu Rōdo tu Ninja | 2 maggio 2013    | 11 aprile 2017 |
| 311 | Madara sta preparando la sua nuova tecnica illusoria, lo Tsukuyomi limitato (限定月読?, Gentei Tsukuyomi), e sceglie Naruto come soggetto per i suoi esperimenti. Nel frattempo, Naruto passa la giornata da solo nella sua stanza. Pensando alla solitudine di Naruto, Rock Lee suggerisce a tutti i suoi compagni di andare tutti insieme alle terme per avere un momento di relax. |                  |                |
| 312 | Il vecchio maestro e l'occhio del drago 「老人と龍の目」 - Rōjin to ryū no me | 9 maggio 2013    | 12 aprile 2017 |
| 312 | Di nuovo alla ricerca di tutte le rimanenti fazioni nemiche, la terza divisione si imbatte in un altro ninja rianimato, il Maestro Chen, noto eroe della Foglia che si pensava fosse morto durante la terza guerra mondiale ninja. Gai è entusiasta della prospettiva di sfidare un tale famoso maestro di arti marziali, tuttavia, la Bestia verde della Foglia si ritrova ben presto costretto a difendersi dal vecchio. Un ninja, seppur malconcio, riesce ad allontanarsi dalla battaglia e a chiamare rinforzi, trovando Rock Lee, che appresa la difficoltà del maestro si precipita immediatamente in suo aiuto. Vedendo Chen, Lee ricorda di averlo già incontrato una volta quand'era ancora un Genin. Gai, perplesso, chiede a Lee com'è possibile, e quest'ultimo rivela la storia. Dopo le spiegazioni, Lee ingaggia battaglia con Chen, il quale sfoggia la sua tecnica leggendaria, il Dragone della Foglia. Tuttavia, Lee identifica il punto debole della tecnica in pochi istanti, e la neutralizza con il Loto Frontale Singolo. Mentre il corpo immortale di Chen si disintegra, egli racconta quando aveva un allievo incapace di usare le arti magiche e illusorie, cosa che gli costò la vita durante la terza guerra. Inoltre, rivela d'avere costruito la tomba fingendosi morto abbandonando di fatto la vita da ninja. Dopo essersi disintegrato, Lee, con le lacrime che gli colano in volto, promette di portare ancora le polpette di riso. |                  |                |
| 313 | Pioggia seguita da neve, con qualche fulmine 「雨のち雪, ときどき雷」 - Ame nochi yuki, tokidoki kaminari | 16 maggio 2013   | 13 aprile 2017 |
| 313 | Mentre i ninja combattono contro i residui dell'Esercito di Zetsu Bianchi, nel luogo in cui è imprigionato Dan Kato, sul campo di battaglia inizia improvvisamente a piovere. Shikamaru si lancia all'attacco degli Zetsu, ma nota un ninja tra loro, chiedendosi se egli fosse un altro ninja rianimato. Il ninja chiama per nome Shikamaru, Ino e Choji, e questi ultimi, increduli, si chiedono perché egli conosca il loro nome. A questo punto, il ninja si prende gioco di loro, lanciandosi all'attacco e sferrando un colpetto sulla fronte dei tre. Dopodiché si volta, e i tre riconoscono immediatamente Yota, che avevano conosciuto precedentemente quando erano ancora membri dell'accademia. Altrove, presso il Supporto Logistico e la Divisione Medica, anche Sakura, Kiba e Akamaru si scontrano con il giovane Yota, che però non accenna a far diminuire i suoi forti temporali. Ognuno di loro ricorda il proprio incontro con il ragazzo, e formulano un modo per sconfiggerlo sul campo di battaglia. In lontananza, Naruto si sta facendo strada verso la guerra che infuria, e si accorge dei tre diversi tempi meteorologici, che lo portano a chiedersi cosa sta accadendo. |                  |                |
| 314 | La triste pioggia di sole 「悲しい天気雨」 - Kanashī tenkiame | 23 maggio 2013   | 14 aprile 2017 |
| 314 | Ino, Shikamaru e Choji non trovano un modo per neutralizzare il potere di Yota, e continuano a schivare ogni suo attacco. Ino chiede al padre di metterla in contatto con Sakura, e scopre che anche lei è impegnata in uno scontro con il giovane, tuttavia nella discussione entra Kiba, che rivela di star di fronte a un altro Yota molto arrabbiato. Scioccati da ciò che sta accadendo, insieme cercano un modo per imprigionare Yota, come avevano fatto con gli altri ninja rianimati. Ricordano degli attimi passati con Yota dopo averlo incontrato. Nel frattempo, Naruto si avvicina sempre più alla battaglia, ma viene bloccato da un altro Yota, che a ogni fischio lancia delle raffiche di vento. Anche Naruto inizia a ricordare l'incontro con Yota, soprattutto ricorda quando gli ANBU catturarono il giovane per interrogarlo. Con questo, Naruto capisce che il giovane Yota era morto per colpa loro. |                  |                |
| 315 | La storia di Yota 「名残雪」 - Nagoriyuki | 30 maggio 2013   | 17 aprile 2017 |
| 315 | Dopo avere scoperto la presenza di quattro Yota in diversi campi di battaglia, Naruto informa gli altri dicendo loro che il nemico non era altro che uno Zetsu bianco con le sembianze del ragazzo, che quindi possono attaccare senza addossarsi nessuna colpa. Così facendo, gli Zetsu vengono sconfitti. Naruto ricorda quando con i suoi compagni cercò di salvare Yota fungendo da esca, mentre Shikamaru, Choji, Ino, Sakura, Kiba e Akamaru si intrufolavano nel luogo in cui Yota era detenuto. Quando Naruto accorse, venne colpito alle spalle da uno degli ANBU. Vedendo l'amico a terra, Yota reagì e attaccò con i suoi fulmini, mettendo al tappeto gli ANBU. Durante la fuga, il gruppo venne diviso dalla forte corrente di un fiume, tuttavia Yota salvò i ragazzi, a cui cancellò la memoria impedendo di ricordare. Terminato il flashback, Yota inizia a parlare nelle menti dei suoi amici, a cui dice che al loro primo incontro egli era già morto e, quindi, non hanno bisogno di scusarsi. Gli racconta che il suo clan poteva manipolare il tempo, controllarlo e venderlo, e pur essendo bravo a farlo egli morì poiché il suo corpo era fragile. Fu riportato in vita da Orochimaru alla presenza di Kabuto per testare l'Edo Tensei e rilasciato nei pressi di Konoha dove incontro' per la prima volta Shikamaru & Co. Terminato il toccante racconto Yota si ricopre di neve e si colpisce volontariamente con un fulmine, lasciando scioccati i suoi amici. |                  |                |
| 316 | La resurrezione dell'esercito alleato 「穢土転生連合軍」 - Edo tensei rengōgun | 6 giugno 2013    | 18 aprile 2017 |
| 316 | Nel tentativo di recuperare le sue pedine più potenti, Kabuto rianima alcuni soldati deboli dell'alleanza ninja. Usa Torune Aburame per evocarli. L'alleanza ninja si accorge che i ninja rianimati sono probabilmente di rango D. Tra di loro c'è Osoi, ex-compagno di Toroi e padre di Musai, che riesce a rivelare il piano di Kabuto. Consci del piano, l'alleanza informa immediatamente il quartier generale. Nel frattempo, Torune si reca con una squadra fuggitiva di ninja rianimati dal Terzo Raikage, sfruttando la Tecnica del Vortice di Fumo di Heiji per seminare l'alleanza. Una volta arrivati, Daimaru usa l'Arte della Terra: Danza della Sabbia per sbarazzarsi dei sigilli, mentre Chūkaku getta un rosario e inizia a pregare. Sul punto di rompere il sigillo principale, arriva Temari che attacca Chūkaku, ma Daimaru la ferma e gli dichiara il suo amore. Dopo una lunga conversazione, le forze dell'alleanza arrivano e sigillano Daimaru mentre Temari si lancia contro l'ultimo ninja rianimato, Torune, nascosto dietro una roccia. Torune si rivela molto abile, e Kabuto decide così di usarlo per compiere il suo piano. |                  |                |
| 317 | Shino contro Torune 「シノVSトルネ!!」 - Shino Tai Torune!! | 13 giugno 2013   | 19 aprile 2017 |
| 317 | Riuscito a fuggire dall'alleanza dei ninja, Torune si prepara a usare una speciale tecnica proibita. Tuttavia, Shino riesce a localizzarlo grazie alla Tecnica degli Insetti Devastatori, e faccia a faccia con Torune, cerca di bloccare la tecnica proibita. Avvantaggiato dai rigidi allenamenti della Radice, Torune prevale su Shino, che per poco non viene sconfitto. Accorre in aiuto un clone di Naruto, avvertito della minaccia dal quartier generale, che riesce a salvare l'amico appena in tempo. Naruto, avvertito da Shino di non toccare la pelle di Torune per la presenza di insetti velenosi, inizia a combattere contro l'avversario, cercando di evitare contatti. Riesce a colpire Torune con il Rasengan, che tuttavia non produce risultati. Colto l'avversario con la difesa abbassata, Torune si avventa su Naruto cercando di colpirlo con un pugno, ma viene bloccato da Shino, costretto a intervenire per salvare Naruto dal veleno degli insetti. Shino rivela di aver allevato degli insetti speciali, immuni ai veleni, e quindi riesce finalmente a bloccare e sigillare Torune. |                  |                |
| 318 | Il vuoto nel cuore - L'altra forza portante 「心の穴 もう一人の人柱力」 - Kokoro no ana - Mō hitori no jinchūriki | 20 giugno 2013   | 20 aprile 2017 |
| 318 | L'Ottacoda informa Killer Bee che Naruto è molto più avanti di loro, quando improvvisamente arriva Motoi, mandato per assistere Bee. Mentre il duo procede verso il campo di battaglia, un piccolo contingente di Zetsu bianchi gli tende un'imboscata. Kabuto, una volta localizzato Killer Bee, decide di rianimare un particolare ninja per catturare la forza portante. Si scopre che il ninja in questione è Fukai, la precedente forza portante del demone Ottacoda. Fukai avvisa i due di non essere in controllo del suo corpo, e consiglia loro di fuggire. Tuttavia KIller Bee rileva che senza demone egli non rappresenta una minaccia. Sorprendentemente, Fukai entra nella seconda versione della trasformazione, scioccando Bee e Motoi. Il ninja rianimato rivela che una trentina d'anni prima fu sottoposto a esperimenti da Orochimaru, esperimenti che portarono alla sua morte. Durante il combattimento, con l'aiuto di Motoi, Bee riesce a trasmettere i suoi sentimenti a Fukai. Fukai dichiara di essere felice per Bee perché ha trovato il modo di riempire il vuoto delle forze portanti. Mentre il suo corpo si sbriciola, Fukai dice a Bee di porre fine alla guerra. Colpito dalle sue parole, Bee si precipita verso il campo di battaglia notando come la sua guerra fosse appena iniziata. |                  |                |
| 319 | L'anima che vive nella marionetta 「傀儡に宿る魂」 - Kugutsu ni yadoru tamashi | 27 giugno 2013   | 21 aprile 2017 |
| 319 | Nei pressi del campo di battaglia, in una foresta, la quinta divisione guidata da Mifune si scontra con Kimimaro e la vecchia Chiyo, entrambi rianimati da Kabuto per affrontare l'Alleanza Shinobi. Kimimaro si libera rapidamente di molte unità della divisione, tanto che Mifune ordina ai suoi di tenersi alla larga da un tale avversario pericoloso. Nel frattempo Chiyo si batte usando uno dei Samurai come marionetta, ma Kankuro arriva in tempo per tagliare i fili di chakra che lo controllano e salvare così la vita al Samurai. Osservando il burattino di Kankuro, la vecchia Chiyo inizia a riflettere sui peccati commessi durante la vita, ricordando particolarmente l'influenza che aveva sulla via che avrebbe percorso suo nipote Sasori. Mentre pensava al passato di Sasori, Chiyo ricorda che dopo la morte dei suoi genitori mantenne un legame con il ragazzo attraverso Komushi, il migliore e unico amico di Sasori, che poi morì diventando un burattino per scelta della madre. Kankuro afferma che Sasori affidò i burattini della madre e del padre a Chiyo per le generazioni future. |                  |                |
| 320 | Corri, Omoi! 「走れオモイ」 - Hashire Omoi | 4 luglio 2013    | 24 aprile 2017 |
| 320 | Il quartier generale apprende che Omoi ha abbandonato il campo di battaglia e contatta Kakashi che conferma le informazioni. Il Raikage pensa che Omoi possa aver disertato, ma Karui gli fa cambiare idea prendendo le difese di Omoi. Sai crede che l'uomo possa essere diretto verso il settimo fronte, dove l'unità anfibia Ricerca e Distruzione era stata salvata dall'unità Temporale, formata da bambini, che però non era mai tornata indietro. Improvvisamente, Omoi contatta il quartier generale, a cui promette di salvare i bambini nel giro di un'ora. I Kage decidono di inviare un clone di Naruto in aiuto a Omoi, che deve affrontare almeno duemila Zetsu Bianchi. Al Settimo Fronte Omoi trova innumerevoli cadaveri, quando appare, appena in tempo, il clone di Naruto per aiutarlo contro i molti nemici. Accidentalmente Omoi colpisce il clone, che si dissolve inevitabilmente. Di nuovo solo cerca di farsi forza, avanzando attraverso le difese nemiche. Nel frattempo, l'unità Temporale guidata da Yukai resiste al nemico, che viene raggiunto da Omoi dopo che quest'ultimo riesce a liberarsi di molti Zetsu grazie al potere del fulmine. Decidono di combattere assieme e riescono a distruggere tutti i nemici. Poco dopo Omoi contatta il quartier generale, al quale dice di avere fallito la sua unica missione e che sta per essere punito. |                  |                |

## DVD

### Giappone
Gli episodi della quindicesima stagione di Naruto: Shippuden sono stati distribuiti in Giappone anche tramite DVD, da settembre 2013 a febbraio 2014.
| N° | Data             | Dischi | Episodi | Extra |
| -- | ---------------- | ------ | ------- | ----- |
| 1  | 4 settembre 2013 | 1      | 296-299 | /     |
| 2  | 2 ottobre 2013   | 1      | 300-303 | /     |
| 3  | 6 novembre 2013  | 1      | 304-307 | /     |
| 4  | 4 dicembre 2013  | 1      | 308-311 | /     |
| 5  | 8 gennaio 2014   | 1      | 312-315 | /     |
| 6  | 5 febbraio 2014  | 1      | 316-320 | /     |